# Activités en immobilier
L'activité en immobilier est une expression définissant et incluant toute activité commerciale ou privée ayant trait aux biens immobiliers. Le terme désigne communément les activités de gestion et transaction s'opérant sur ces biens, mais il touche également de nombreuses activités connexes telles que le logement, la construction, la promotion, le conseil, l'urbanisme, l'architecture, la gérance, l'évaluation… Le droit et la finance sont des domaines d'activité indispensables au fonctionnement du marché de l’immobilier.
Est qualifié d'immobilier un bien ou objet qui ne peut être déplacé : la racine latine « im-mobilis » est la négation de l'adjectif latin « mobilis » signifiant « qui peut être mu ou remué ».

## Définition
On distingue le bien mobilier qui peut être déplacé du bien immobilier qui ne le peut pas.
L'« immobilier » peut donc concerner :
- un terrain nu, c'est-à-dire sans construction (aussi appelé « foncier ») ;
- un bâtiment ou une partie d'un bâtiment quel qu'en soit l'usage (un bâtiment peut avoir de nombreux usages : habitation, bureaux, stockage, industriel ou encore usage mixte).

On parle de vente « immobilière (date de création 1920) » lorsque la vente porte sur un bien immobilier. Ne sont normalement compris dans une vente immobilière que les éléments immobiliers. La vente des biens mobiliers doit être réalisée de manière indépendante. En droit, on considère aussi qu'il existe des objets meubles qui peuvent devenir immobiliers.
Ainsi, un arbre dans un pot transportable est un objet « mobile/meuble », alors qu'un arbre en terre est « fixe/immobilier ». Tout comme une brique indépendante devient « immeuble » dès qu'elle est incorporée dans une construction.
À l'intérieur de la maison, on observe que des meubles peuvent devenir «immeubles» quand - par exemple - un « meuble meublant » de cuisine non fixé devient partie de l'immobilier dès lors qu'il est accroché au mur. On dit que le meuble est devenu « immeuble par destination ».
Les « intermédiaires immobiliers » sont en France les professionnels ayant des activités mentionnées aux 1°, 2°, 4°, 5°, 8° et 9° de l'article 1er de la loi no 70-9 du 2 janvier 1970 réglementant les conditions d'exercice des activités relatives à certaines opérations portant sur les immeubles et les fonds de commerce. Le 1er décembre 2016 une ordonnance a élargi ce périmètre aux professionnels impliqués dans la conclusion de contrats de location sur des biens immobiliers (et non plus seulement de vente). Les syndics de copropriété sont aussi concernés depuis 2014.

## Actualités & évolutions
À l'occasion du Salon MIPIM Protech Europe 2019, l'industrie immobilière se tourne vers le numérique et les nouvelles technologies (3.0). Des transactions immobilières utilisant la technologie Blockchain, aux agences dématérialisées, le futur de l'immobilier s'inscrit également dans le courant des villes intelligentes et des maisons connectées pour une meilleure efficacité énergétique (domotique, réalité virtuelle, visite à distance).

## Construction
L'immobilier prend en compte les terrains nus mais aussi les habitations. La construction intervient donc entre ces deux sous-domaines. Elle peut être prise en charge par le particulier ou par des professionnels : des promoteurs ou lotisseurs (promoteurs spécialisés dans la construction de lotissements).

## Location
- Meublé de tourisme
- Contrat de bail
- Gestion immobilière
- Investissement immobilier locatif

Un bien immobilier peut également être mis en location par son propriétaire. Il pourra s'il le souhaite utiliser les services d'un agent immobilier ou bien le louer par ses propres moyens.
Dans la plupart des pays, un contrat doit être signé entre le propriétaire et le locataire. Le droit français distingue plusieurs types de baux d'habitation : ceux régis par les lois de 1948 ou de 1989, ou le bail spécifique aux logements meublés ; de même le bail commercial.
Les revenus émanant desdits biens (appelés loyers ou revenus locatifs) seront imposés à l'impôt sur le revenu (régime des revenus fonciers) s'il s'agit d'un contribuable « personne physique » et que le bien loué est un immeuble loué « nu », ou à l'impôt des sociétés s'il s'agit d'une société imposée à ce régime. Il peut également s'agir d'une location d'un bien meublé. Dans ce cas, le régime d'imposition sera celui du Bénéfice Industriel et commercial.
La mise en location d'un bien immobilier par un propriétaire bailleur peut résulter de l'investissement immobilier locatif. Le bien immobilier est alors acheté puis utilisé comme un produit de placement pour dégager un revenu : le loyer. Le bien immobilier considéré ici n'est pas obligatoirement un logement (appartement ou maison), mais peut être une place de stationnement, un ensemble de logements (immeuble), des murs de commerce, ou encore une cave.

## Transactions immobilières
Le marché immobilier est celui de l'achat, de la vente et de la location des biens immobiliers, avec éventuellement la réhabilitation d'un immeuble. Les ventes immobilières se font essentiellement de gré à gré, mais une petite partie se fait en enchères, dans le cas de saisies, ou de biens vendus dans le cadre de successions conflictuelles.
Ces transactions, qu'elles concernent des biens neuf ou d'occasion, font intervenir des intermédiaires, tels que des entreprises (diagnostic immobilier, agence immobilière, société civile de placement immobilier, société civile immobilière, société foncière, etc.) ou des corps de métier (agent immobilier, expert, géomètre-expert, marchand de biens, négociateur immobilier, notaire, etc.).
Selon une étude de Raiffeisen de 2020 à ce moment-là louer coûtait presque 20% plus qu’acheter des immobiliers.
Dans le cas d'une vente immobilière, le régime fiscal d'imposition dépend de la qualité du vendeur (personne physique, personne morale, résident fiscal français, non résident…) et de la nature du bien (résidence principale, bien locatif…).
La démarche de vente qui s'effectue sur une période de temps, comporte un certain nombre d'étapes obligatoires notamment la promesse d'achat ou de vente (qui peut être rédigé par un agent immobilier ou directement par un notaire), puis l'acte authentique de vente qui en France s'effectue exclusivement chez un notaire.
Lors d’un achat d’un bien immobilier, les acheteurs sont dans la plupart du temps obligés d’avoir recours aux crédits immobiliers. Ces crédits immobiliers sont importants dans l’achat d’un bien puisqu'une étude de l’INSEE prouve que 80 %, des particuliers ont recours à un crédit.

### Investissement

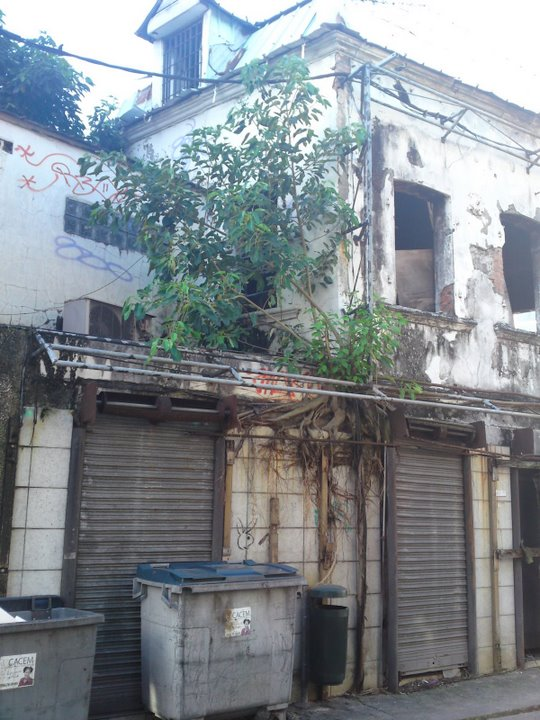
Fort-de-France, un arbre pousse dans le mur d'une maison (cliché du 25 décembre 2008). Cette maison et son arbre sont devenus célèbres au sein de la population de Fort-de-France, témoignage de l'abandon dans lequel se trouve une partie du patrimoine immobilier.

Le crédit immobilier permet, par emprunt auprès d'un établissement bancaire, de couvrir tout ou partie d'un achat immobilier, d'une opération de construction, ou des travaux sur un bien immobilier existant. L'investissement locatif est une pratique reposant sur l'immobilier, et peut avoir différents objectifs, tels que la constitution d'un patrimoine, la diversification et/ou l'augmentation de revenus, etc.. Des connaissances en droit, droit des contrats, finance et fiscalité sont requises afin de pratiquer l'investissement locatif de manière licite et optimale, notamment sur le plan fiscal (erreur de déclaration de revenus fonciers, déficit foncier erroné) et législatif (droit du locataire, obligations du propriétaire bailleur, etc.).

### Évolution des prix
Sur le marché de l'immobilier, les prix sont fixés librement, entre les acheteurs et les vendeurs et ont tendance à fluctuer dans le temps en fonction de facteurs externes (conjoncture économique ou politique notamment).
L'analyse du comportement des marchés immobiliers sur de longues périodes, effectuée par le ministère chargé du logement, montre que l'évolution des prix :
- a une croissance tendancielle très proche de celle du revenu moyen par ménage ;
- est autocorrélée. Ainsi, un marché a des chances de baisser au cours d'une année N s'il baissait déjà au cours de l'année N-1. Réciproquement, si les prix augmentent au cours d'une année, il existe de fortes chances pour qu'ils augmentent à nouveau l'année suivante. Des périodes pluriannuelles de hausse succèdent donc, après des retournements du marché, à des périodes pluriannuelles de baisse des prix ;
- est faiblement liée à l'évolution des taux d'intérêt des crédits immobiliers, ce qui s'explique par les arbitrages entre des investissements immobiliers et obligataires ;
- est faiblement corrélée aux marchés actions. Les périodes de krachs boursiers ne coïncident pas avec un comportement particulier du prix des logements ;
- est faiblement liée à la taille du parc de logement.

Les prix dépendent aussi de variables « irrationnelles » difficilement mesurables telles que le poids des croyances, les possibilités d'engouement, etc.
En France, les prix des loyers sont révisés par un indice fourni par l'Insee, l'indice de référence des loyers.
À Paris, l'OLAP (Observatoire des Loyers de l'Agglomération Parisienne), relève une augmentation de 50 % entre 2001 et 2011.

### Bulles immobilières, risques de blanchiment des capitaux et de financement du terrorisme
La dimension très spéculative du marché immobilier peut avoir une influence sur les prix voire être en partie à l'origine d'une crise mondiale comme la crise de 2007, lorsqu'elle aboutit à la constitution d'une bulle immobilière, dont l'importance peut être aussi grande que celle des bulles financières et dans certains cas se conjuguer avec une bulle financière ou dans d'autres cas être cause d'un krach financier international.
L'immobilier est vulnérable à diverses malversations. En 2018 en France, selon la Commission nationale des sanctions (CNS) du 7 mai 2018), 76 % des entreprises, sanctionnées dans le cadre de la réglementation sur le blanchiment de capitaux et de financement du terrorisme, appartiennent au secteur de l'immobilier (immobilier de luxe notamment). Malgré quelques progrès par rapport aux années précédentes, 49 décisions de sanctions ont concerné en 2017 leurs obligations en matière de lutte contre le blanchiment des capitaux et le financement du terrorisme (dont en signalant toute transaction suspecte à Tracfin, sous peine de sanctions ; 87 sanctions dont 25 interdictions temporaires d'exercice d'activité ont dû être prises, ainsi que 13 avertissements et 39 sanctions financières (de 1 000 à 30 000 euros d'amende) ; selon la CNS, il s'agit cependant surtout de manquements professionnels liés à une fréquente ignorance des obligations des Agences. En France le secteur de l'immobilier a obligation légale de produire des dispositifs d'identification de gestion des risques, obligation qui selon la CNS reste « au mieux mal comprise ». La CNS va devoir publier le nom des personnes sanctionnées conformément à l'ordonnance du 1er décembre 2016 transposant la 4e directive sur la lutte contre le blanchiment de capitaux et le financement du terrorisme. Les manquements portaient en 2017 surtout sur l'absence de protocole interne (23 %) puis d'identification et de vérification de l'identité du client (20 %), puis du manque de recueil d'informations et de vigilance (17 %). La formation obligatoire n'est parfois pas faite (16 % des infractions). En avril 2025, une commission d'enquête sénatoriale sur la délinquance financière, lancée début 2025 , a auditionné des représentants du notariat et des professionnels de l'immobilier pour évaluer les obstacles persistants à la lutte contre le blanchiment, concluant à un besoin de renforcer les outils de détection et de prévention des flux financiers illicites dans l'immobilier (où les signalements ont en France doublé en trois ans).

### Évaluation des prix
Outre les effets conjoncturels, les caractéristiques propres d'un bien immobilier ont une influence sur son prix. Celles-ci peuvent être intrinsèques au bien (facilité d'accès et d'aménagement, confort, isolation, exposition, esthétique, vétusté, charges et contraintes, bien occupé ou librement habitable), des éléments sentimentaux (biens de famille). Des phénomènes de rareté peuvent éventuellement être créés par des contraintes administratives de construction.
L'unité de comparaison des prix de l'immobilier est généralement le prix au mètre carré (ou au pied carré, dans certains pays anglo-saxons). Pour les propriétés à revenus, on se sert de multiples du revenu et d'autres mesures reliées (taux d'actualisation). Enfin, des unités de comparaison fort variables sont aussi utilisées suivant le type de propriété (mètre cube, mètre de façade, prix à la chambre ou à l'appartement, etc.).
En 2019, les taux de croissance des prix ont continué à ralentir dans une majorité de villes du monde entier. Pour la première fois depuis 2012, la croissance moyenne des prix s'est arrêtée.

## Importance de ce secteur économique

### Patrimoine immobilier
Le patrimoine immobilier est l’ensemble des biens immobiliers que possèdent des agents économiques (ménages, sociétés financières, sociétés non financières, etc.). Le patrimoine immobilier fait partie des actifs non financiers.
En France, par exemple, le patrimoine immobilier représente 85 % des actifs non financiers de l’ensemble de l'économie et 95 % des actifs non financiers détenus par les ménages. Il constitue 32 % des actifs de l’économie, et 68 % de tous les actifs détenus par les ménages.

## Description de la structure de marché

### Agent économique
À commencer par les acheteurs, ce sont des agents économiques qui achètent, louent des biens immobiliers. La plupart sont des ménages, autrement appelé des particuliers. Nous pouvons aussi rencontrer des professionnels, cherchant un local pour installer leur entreprise. Nous pouvons également croiser des investisseurs voulant faire fructifier leur patrimoine en achetant des propriétés pour ensuite les louer. Nous intégrons les banques qui permettent l’achat des biens immobiliers car sans eux cela resterait souvent impossible.
Maintenant, concernant les vendeurs, nous pouvons rencontrer là aussi des particuliers ou professionnels voulant se séparer de leur logement principal comme secondaire. Il y a aussi des agences immobilières, qui facilitent les ventes des biens immobiliers, bien sûr ces agences peuvent être aussi parmi les acheteurs. Nous rencontrons également d’autres intermédiaires comme les portails immobiliers comme Le Bon Coin.  

### Les différents segments

#### La vente de particulier à particulier (PAP)
L'immobilier entre particuliers est un terme qui fait référence à l'achat, la vente ou la location de biens immobiliers sans conduire à un professionnel de l'immobilier, comme une agence immobilière. La baisse du PAP s’explique par la montée en puissance des agences immobilières.

#### Les transactions passées via des agences immobilières
Les agences immobilières sont des intermédiaires impliquées dans les transactions immobilières : vente et location. Elle est passée de 20 % en 1950 à 65 % en 2013. Une croissance exponentielle des agences immobilières qui ont triplé leur part de marché en une cinquantaine d’année. Cette montée en puissance peut s'expliquer par l'efficacité des agences, “Le Parisien” estime que : “Sur 100 acheteurs passés par une agence, 79 ont ainsi réussi à vendre leur bien grâce à cet intermédiaire, contre 26 seulement par le réseau des particuliers. Pour les vendeurs, la répartition est tout aussi nette, en faveur des agences : 70 % contre 28 %.” En 2012, les ventes via des agences immobilières représente 68 % du marché.

#### Les transactions réalisées par le biais des portails immobiliers
Concernant les transactions réalisées par le biais des réseaux immobiliers, la part de marché est de 19 %. Nous n’avons pas beaucoup de donnée dans le temps car c’est un nouveau segment qui s’est développé grâce au numérique. Les principaux sites sont, Le bon Coin, Se Loger, Pages Annonces. C’est un segment qui regroupe aussi bien des particuliers et des professionnels.  Il gagne de plus en plus de part de marché, car il devient de plus en plus performant et c’est un moyen d’acheter ou vendre gratuitement, de plus ces sites sont faciles d'accès et grand public.  
Il est tout de même intéressant de signaler que 60 %  des Français utilisés à la fois les services des agences immobilières et en même temps les services des portails immobiliers pour leurs transactions immobilières.

### Structure du marché
En regardant le marché en général, il est clair que les agences immobilières dominent le marché de l’immobilier avec 68 % des ventes, ensuite en deuxième position les services de mise en relation qui représentent 19 %, puis 13 % des ventes sont réalisées grâce à un notaire ou avec de la bouche à oreille. En prenant en compte ces données-là, qui sont d’ailleurs les données les plus récentes accessibles, nous pouvons calculer l’Indice de Herfindahl-Hirschman (IHH) : le carré des parts de marché de toutes les entreprises du secteur considéré. Il nous permet d’obtenir la concentration du marché. Ici l’indice est de 5154, nous pouvons affirmer que l’IHH est supérieur à 2500 qui est le seuil d’un marché oligopolistique. Par conséquent, nous pouvons dire que c’est un marché en situation oligopolistique qui se transforme en monopole puisque l’IHH mesure le degré de concurrence. Nous pouvons définir ce marché comme un monopole discriminant grâce à la prestation de service des agences immobilières, elle le détient grâce à son économie de réseau.